# PLL mixte
Une PLL mixte est une boucle à verrouillage de phase dont certaines parties sont numériques alors que d'autres sont analogiques.
Le comparateur de phase et le diviseur de boucle sont composés d'éléments digitaux, alors que la pompe de charges, l'oscillateur contrôlé en tension (VCO) et le redresseur et le filtre sont à base d'éléments analogiques.
Ce type de PLL est dédié à des systèmes qui nécessitent un bloc de taille moyenne mais dont les performances sont relativement suffisantes pour des applications sensibles en bruit (génération d'horloge pour les filtres à capacité commuté, génération d'horloge pour des convertisseurs (analogique/digital) ou (digital/analogique).